# 추타이위안
추타이위안(중국어 정체자: 邱泰源, 병음: Qīu Tàiyuán, 1956년 10월 30일 ~ )은 타이완의 정치인이다. 2016년 비려대표의 입법위원으로 당선된다.